# Václav Norbert Kinský
Václav Norbert Kinský (celým jménem Václav Norbert Oktavian František Jiří Tassilo hrabě Kinský z Vchynic a Tetova; 21. března 1924 Praha – 9. března 2008 Pugnano, Itálie) byl příslušník chlumecké větve starobylého českého šlechtického rodu Kinských z Vchynic a Tetova, důstojník československé armády, velvyslanec Řádu maltézských rytířů u Maltské republiky a dokonce velkopřevor českých maltézských rytířů (2002–2004). V roce 1961 přidal k příjmení svých synů přídomek dal Borgo po své manželce, jež byla poslední příslušnicí svého rodu. Po otci zdědil nárok na zámek Karlova Koruna v Chlumci nad Cidlinou, který byl znárodněn komunistickým režimem. Po Sametové revoluci mu byl objekt i s okolními pozemky vrácen v restituci.

## Život

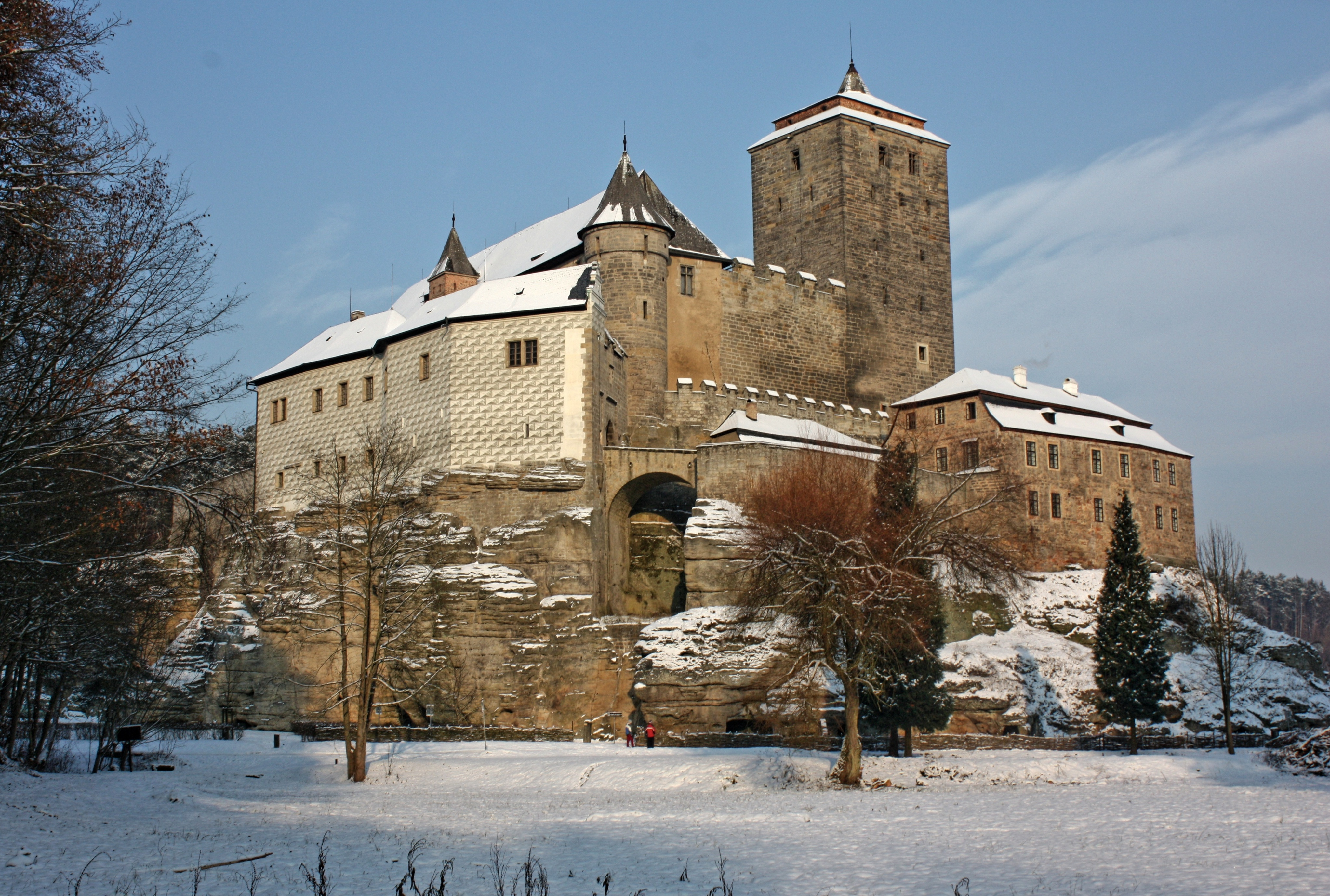
Zrestituovaný hrad Kost

Narodil se 21. března 1924 v Praze jako první syn a první ze tří dětí Zdenka Radslava Kinského (1896–1975, pohřben ve Vídni) a jeho manželky Eleonory Schwarzenbergové, rozené Clam-Gallasové (1887–1967), která byla o osm let starší než její muž. Byl bratrem Karla VI. (1911–1986) a Františka Schwarzenberga (1913–1992) z prvního manželství matky a Radslava Kinského (1928–2008). Otec Zdenko Radslav podepsal v září 1938 a v září 1939 deklarace české a moravské šlechty na obranu československého státu a národa.

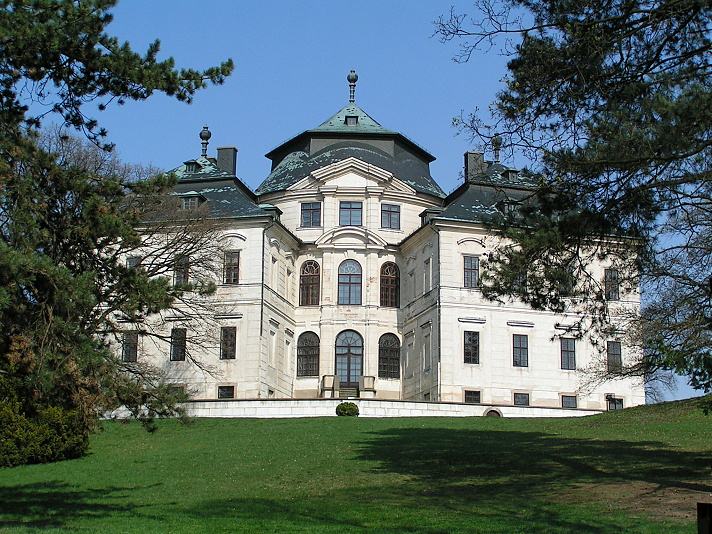
Zrestituovaný zámek Karlova Koruna

V dětství trávil Václav Norbert Kinský hodně času na Orlíku, který spravovala za nezletilého syna Karla Schwarzenberga jejich matka Eleonora.
Měl domácího učitele, ale chodil i do školy. Následně navštěvoval reálné gymnázium v Novém Bydžově. Za války byl nuceně nasazený v ocelárně ve Vídeňském Novém Městě, kde se vyráběly součástky do letadel Messerschmitt. Zažil tam asi šedesát náletů. Později pracoval jako zemědělský dělník na statku u Vídně. Na začátku roku 1945 uprchl a do konce války se schovával u nevlastního bratra v Čimelicích. Tam na konci války dělal tlumočníka z angličtiny.
Po válce narukoval do milovického tankového učiliště, krátce poté nastoupil k jezdecké pěchotě do Pardubic a dálkově studoval podnikovou ekonomii na ČVUT v Praze. V roce 1947 ukončil studium na vojenské akademii. Ještě před Únorem 1948 odešel z armády.
Dne 20. února 1948 odcestoval do Itálie na svou svatbu, kde kvůli komunistickému převratu zůstal natrvalo. V Pise vystudoval, získal doktorát obchodních věd, navázal tak na dálkové studium vysoké školy v Československu. Ze skladníka se vypracoval na obchodního ředitele v zahraničním oddělení italské firmy potravinového řetězce.
Ovládal češtinu, angličtinu, italštinu a francouzštinu.
Do Československa se vrátil na den přesně po 42 letech v roce 1990. V roce 1992 zrestituoval zámek Karlova Koruna a pozemky v okolí. Jeho syn Giovanni navíc zrestituoval hrad Kost jako dědictví po matce. Norbertovi synové Giovanni and Pio Paolo Kinský dal Borgo v roce 2004 založili společnost Kinský dal Borgo, a. s., která spravuje rodinný majetek.
Zemřel 9. března 2008 v Pugnanu v Itálii a tam byl také 12. března 2008 pohřben.

### Manželství a rodina
Václav Norbert Kinský se oženil 3. července 1948 v Pugnanu u Pisy s Annou Marií dei Conti dal Borgo-Netolickou (4. července 1925 Pisa – 18. ledna 1980 Pugnano), poslední majitelkou hradu Kost, dcerou Paula Pia dal Borgo-Netolického a Margherity Montecuccoli degli Erri. Poznali se už jako děti. V dětství se Anna Marie na Jičínsku naučila česky. Její rodina odešla z Čech, když jí bylo devatenáct let. Narodili se jim dva synové.
- 1. Giovanni-Zdenko Kinský dal Borgo (Jan Zdeněk, * 12. 6. 1949 Pisa)[4]
  - ∞ (30. 10. 1976 Pisa) Michelle Hoskins (28. 3. 1956 Shreveport, Louisiana,[16] USA),[4] jejich děti:
  - 1. Eleonora (* 30. 8. 1979 Pisa)[4]
  - 2. Francesco (František, * 26. 9. 1983 Pisa)[4][17][18]
    - ∞ (12. 9. 2015 Hradec Králové) Jana Hůlková (* 6. 12. 1979)[4]

- 2. Pio Paolo Kinský dal Borgo (Pius Pavel, * 23. 1. 1956 Pisa)[4]
  - ∞ (7. 9. 1985 Pugnano) Natalia Guidi (* 10. 12. 1951 Lari),[4] jejich děti:
  - 1. Carlo (Karel, * 6. 6. 1987 Pisa)[4]
  - 2. Federico (Bedřich, * 22. 5. 1988 Pisa)[4]
  - 3. Anna Maria (Anna Marie, * 6. 1. 1992 Pisa)[4]